# Voïvodie de Tarnów
La voïvodie de Tarnów (en polonais Województwo tarnowskie) était une unité de division administrative et un gouvernement local de Pologne entre 1975 et 1998.
En 1999, son territoire est intégré dans la Voïvodie de Petite-Pologne et la Voïvodie des Basses-Carpates.
Sa capitale était Tarnów.

## Villes
Population au 31 décembre 1998 :
- Tarnów – 121 494
- Dębica – 49 107
- Bochnia – 29 887
- Brzesko – 17 859
- Dąbrowa Tarnowska – 11 178

## Bureaux de district
Sur la base de la loi du 22 mars 1990, les autorités locales de l'administration publique générale, ont créé 4 régions administratives associant plusieurs municipalités.
- Bochnia (Bochnia, gmina Borzęcin, gmina Brzesko, gmina Czchów, gmina Dębno, gmina Gnojnik, gmina Iwkowa, gmina Lipnica Murowana, gmina Łapanów, gmina Nowy Wiśnicz, gmina Rzezawa,gmina Szczurowa, gmina Trzciana et gmina Żegocina)
- Dąbrowa Tarnowska (gmina Bolesław, gmina Dąbrowa Tarnowska, gmina Gręboszów, gmina Mędrzechów, gmina Olesno, gmina Radgoszcz, gmina Szczucin, gmina Wadowice Górne et gmina Wietrzychowice)
- Dębica (Dębica, gmina Brzostek, gmina Czarna, gmina Dębica, gmina Jodłowa, gmina Pilzno, gmina Radomyśl Wielki et gmina Żyraków)
- Tarnów (Tarnów, gmina Ciężkowice, gmina Gromnik, gmina Lisia Góra, gmina Pleśna, gmina Radłów, gmina Ryglice, gmina Rzepiennik Strzyżewski,  gmina Skrzyszów, gmina Szerzyny, gmina Tarnów, gmina Tuchów, gmina Wierzchosławice, gmina Wojnicz, gmina Zakliczyn et gmina Żabno)

## Évolution démographique
| année      | 1975    | 1980    | 1985    | 1990    | 1995    | 1998    |
| population | 577 900 | 607 000 | 641 500 | 670 300 | 693 500 | 700 800 |